# Петровка (Ставропольский край)
Петро́вка — хутор в Александровском районе (муниципальном округе) Ставропольского края России.

## География
Расположен в пределах Ставропольской возвышенности, на правом берегу реки Мокрая Сабля, на высоте 288 м над уровнем моря.
Протяжённость границ хутора — 2,3 км с севера на юг и 1,5 км с запада на восток. Населённый пункт находится в 101 км к юго-востоку от краевого центра, в 15 км к юго-востоку от районного центра и в 2 км к западу от центра поселения.

## История
В 1924 году был образован Александровский сельский совет Александровского района Ставропольского округа Северо-Кавказского края, в состав которого вошли: село Александровское (административный центр); хутора Батищевский, Дубовый, Заря, Дубовый Родник, Косовский, Михайловский, Петровка, Трудовой Пахарь и Товарищество Энергия:262.
На 1 марта 1966 года хутор числился в составе сельсовета Конезавода № 170 с центром в хуторе Новокавказский:7, на 1 января 1983 года — в составе Новокавказского сельсовета:9.
До 16 марта 2020 года хутор Петровка вместе с посёлками Новокавказским, Малостепновским и хутором Репьевая входил в состав территории сельского поселения Новокавказский сельсовет Александровского муниципального района Ставропольского края.

## Население
| 1925 | 1926 | 1989 | 2002 | 2010 | 2014 | 2021 |
| ---- | ---- | ---- | ---- | ---- | ---- | ---- |
| 153  | ↘66  | ↗385 | ↗462 | ↘397 | ↗400 | →400 |
| 2023 |      |      |      |      |      |      |
| ↗421 |      |      |      |      |      |      |

К 1925 году в Петровке насчитывалось 25 дворов, где проживало 153 человека (68 мужчин и 85 женщин):263. Согласно поселенным итогам переписи 1926 года по Северо-Кавказскому краю в населённом пункте значилось 15 хозяйств и 66 жителей (36 мужчин и 30 женщин), все русские:253.
По результатам Всероссийской переписи 2010 года население хутора составляло 397 человек (190 мужчин и 207 женщин).
На 1 января 2017 года, согласно сведениям районной администрации, в Петровке числилось 347 жителей.
Национальный состав
По данным переписи 2002 года в национальной структуре населения преобладают русские (88 %).

## Инфраструктура
Хутор расположен на землях сельскохозяйственного назначения, предназначенных для сельскохозяйственного производства. Вокруг находятся земельные участки, принадлежащие другим собственникам. На южной окраине размещены здания МТФ № 1 и № 6, телятник, весовая будка, ангар, зернохранилище, крытый ток и другие хозяйственные строения.
Жилая застройка представлена 56 индивидуальными жилыми домами, построенными вдоль единственной улицы хутора — Полевой. Дома газифицированы, имеется водопровод (вода поступает из Саблинского распределителя). Горячее водоснабжение и канализация отсутствуют.
Транспортное сообщение только автомобильное. По территории населённого пункта проложена региональная автодорога общего пользования М-29 «Кавказ» — Средний — Новокавказский с асфальтобетонным покрытием, соединяющая Петровку с центром поселения, а также хуторами Ледохович, Конный и Средний. Через хутор регулярно ходит автобус малого класса, курсирующий по маршруту № 106 («с. Александровское — х. Средний»). Ближайшие аэропорт и железнодорожная станция расположены в городе Минеральные Воды. Ближайших водных портов нет.

## Связь
Населению хутора доступны услуги сотовой связи (2G, 3G), предоставляемые операторами «Билайн», «МегаФон», «МТС», «Yota».
Петровка входит в перечень поселений (населённых пунктов) Ставропольского края с численностью населения менее трёх тысяч человек, в которых отсутствует точка доступа к информационно-телекоммуникационной сети «Интернет».
Ближайшее отделение почтовой связи находится в посёлке Новокавказский.